# Luigi Piacenza
Luigi Piacenza (Bussolengo, 22 de marzo de 1935 — Génova, 14 de noviembre de 2009) fue un botánico experto en etnobotánica y paleobotánica italiano.

## Biografía
Después de alistarse en la marina, donde pudo realizar estudios de electrónica, amplió conocimientos en el sector de radares y como técnico audiovisual.
A raíz de un viaje en Asia en los años sesenta con su hermano geólogo, se trasladó a Génova e inició a acudir con frecuencia al Museo Americanista “Federico Lunardi”, donde se desarrolló su pasión por el estudio de las civilizaciones antiguas, interés que lo acompañó durante los siguientes años.
El encuentro con Giuseppe Orefici, arqueólogo de Brescia que se ocupaba de unas excavaciones en Cahuachi (Nazca – Perú), marcó el inicio de una colaboración científica, que le llevó a trabajar en Sudamérica analizando los restos botánicos encontrados en los yacimientos.

## Formación
En los proyectos científicos, Piacenza se dedicó durante 25 años aproximadamente en numerosos congresos, conferencias y realización de un herbario, a la investigación científica como arqueobotánico estudiando los restos vegetales hallados en la tumbas, las ofrendas a los difuntos, los alimentos antiguos, el desarrollo de la agricultura y sus cambios a lo largo del tiempo, encontrando la relación entre la flora actual y la arqueológica.
En concreto se ocupó del análisis de las costumbres alimenticias de las antiguas poblaciones preincaicas y precolombinas. Además concluyó un estudio en la Isla de Pascua sobre el análisis de las fibras vegetales que se supone que han permitido el desplazamiento de los impresionantes (Moai).
Tras haber realizado un estudio del grupo étnico Chiribaya fue nombrado "Investigador asociado en el Centro Mallqui, (The Bioanthropology Foundation Perú), Ilo Perú".
Las clases impartidas en la Universidad de Lima le supusieron el nombramiento como "Profesor visitante en la Universidad Científica del Sur – Lima Perú".
Su colaboración más reciente fue la participación en el último libro sobre Nazca, titulado "Nazca, El desierto de los dioses de Cahuachi", Edición Graphediciones.
En marzo de 2010 en un congreso organizado en Varsovia, patrocinado por la Unesco, fue recordado con la lectura de un trabajo redactado con la colaboración de la Doctora Elvina Pieri.

## Proyectos (participaciones)
Proyecto Nazca (inicio en 1982- finalización prevista 2011).
Estudios de las ofertas y montaje de la primera vitrina botánica del Museo Nazca.
Programa Contisuyo (inicio en 1997) Costa sur de Perú, a lo largo del Río Osmore.
Examen de las numerosas tumbas y ajuares funerarios del grupo étnico denominado Chiribaya Montaje de vitrinas botánicas en el Museo del Algarrobal.
Proyecto Rapa Nui - Isla di Pascua (1990-1993).
Centro de Estudios e Investigación Ligabue de Venecia, en colaboración con la Universidad de Chile, el Museo Sebastiano Englert y el Centro de Estudios e Investigaciones Arqueológicas Precolombinas, el Dr. Orefici organizó tres misiones consecutivas a Rapa Nui, en las que Luigi Piacenza participó en dos de ellas.
Proyecto Archeológico La Venta (1997) - Director Dr. Orefici – equipo espeleológico "La Venta", arqueólogo Prof. Thomas Lee.
Examen de las cavernas del profundo cañón del Río Laventa, a aproximadamente a unos 80 km al oeste de Tuxtla Gutiérrez Chapas – México, y en especial se estudiaron los restos botánicos de la cueva del Lazo.

## Obras
- La Quinua en el mundo andino (Chenopodium quinoa, Wild), en Arqueología, Ciencia y Sociedad en la América Precolombina (Actas del Convenio Nacional), 143-152, 15-17 de noviembre de 1985, Biella – Italia.
- Los resto botánicos del centro ceremonial de Cahuachi, Arqueología, Ciencia y Sociedad en la América Precolombina, Actas del Convenio Internacional, 41-51, Centro Italiano Estudios e Investigaciones Arqueológicas Precolombinas, Brescia, 1998.
- Las plantas americanas, en El Descubrimiento de América, Editorial Marietti - Génova 1989 ISBN 8821199118 ISBN 9788821199110
- Pseudocereales andinos en: 1492-1992 - Animales y plantas desde América hasta Europa, Editorial Sagep – Génova, 1991
- La vegetación de la Isla de Pascua y sus modificaciones a lo lago del tiempo, en Rapa-Nui bajo la dirección de Giancarlo Ligabue y Giuseppe Orefici, Editorial Erizzo – Venecia, 1994 ISBN 9788870770322 ISBN 887077032X
- Evidencias arqueológicas de algunos productos agrícolas del Nuevo Mundo introducidos in Europa, en Plantas americanas en Valle Scrivia - Extracto de las Actas de la Academia Ligur de Ciencias y Letras, 155-162 Serie V, LI – Génova, 1994
- La producción de las fibras vegetales en la Isla de Pascua, en La Tierra de los Moai, Editorial Erizzo - Venecia 1995 ISBN 9788870770346 ISBN 8870770346
- Los restos botánicos de la Cueva del Lazo, Ocozocoautla - Chiapas, en Investigación, Revista ICACH 1,5:25-38 ED. UNICACH Tuxtla Gutiérrez – México, 2000
- Los restos botánicos del yacimiento arqueológico de Cahuachi (Nasca, Perú), en Informador Botánico Italiano, 33 (1), 51-55, Sociedad Botánica Italiana (Grupo de Trabajo de Botánica Tropical), Florencia, 2001
- Análisis de las proteínas de reserva estraídas de antiguas semillas peruanas, en Informador Botánico Italiano, 33 (1) 56-59, Sociedad Botánica Italiana, M. Durante, L. Piacenza, P. Bruschi y R. Bernardi, Florencia, 2001
- Evidencias Botánicas en Asentamientos NaZca, en Boletín del Museo de Arqueología y Antropología, vol. 5, n.1: 3-13, ISSN 1680- 4236 Universidad Nacional Mayor de San Marcos, Lima – Perú, 2002.
- Las ofrendas vegetales en el centro ceremonial de Cahuachi, en Lo Sagrado y el paisaje en la América Indígena, Actas de la Conferencia Internacional, bajo la dirección de: Domenici, D. Orsini, C. Venturoli, S.I, 14:309-317, CLUEB Boloña, 2003
- Las plantas en las ofrendas funerarias Chiribaya, en Congreso de Americanistas en Perugia – mayo de 2003
- Tradiciones gastronómicas en diferentes culturas precolombinas del sur peruano, Quaderni di Thule. Revista italiana de estudios americanistas, IV, Editorial Argo, Lecce, pág 47-52 – 2004.
- Túmulos, ideología y paisaje de la fase alto Ramírez del Valle de Azapa Chungará (Arica) versión On-line ISSN 0717-7356 0717-7356 Chungará (Arica) v.36 suplemento especial t1 Arica sep. 2004 - doi: 10.4067/S0717-73562004000300028 Volumen Especial, 2004. pp. 261-272 Chungara, Revista de Antropología Chilena
- Las plantas en las ofrendas funerarias Chiribaya, Quaderni di Thule. Revista italiana de estudios americanistas, III-1, 237-244, Editorial Argo – 2005
- Flores y floristas en la sociedad Azteca, in Quaderni di Thule, Actas del XXVII Convenio Internacional Americanita – Editorial Argo, Perugia 2005
- Flores y floristas en la sociedad Azteca, en el Instituto de Estudios Latino Americanos, R.A.S. Moscow M-35, publicado en la revista Latinskaya Amerika (América latina, N°1), 69-76, Moscú, 2006
- La vegetación antigua y situación actual de la flora de la Isla de Pascua, en Informador Botánico Italiano, 39 suplemento 1,L. Piacenza, A. Ranfa y M.R. Cagiotti – 2007.
- NASCA. El desierto de los dioses de Cahuachi Autor: Orefici Giuseppe Editorial: Hardcover, 260 pp. Graph Ediciones 2010 ISBN 6124535920 ISBN 9786124535925

## Intervenciones
- LA COCINA PREINCAICA EN LA ARQUEOLOGÍA, bajo la dirección de Luigi Piacenza (21 de mayo de 2009 – Fundación Casa América Villa Rosazza – Convenio “Gènova - Perù, sobre las alas del Gusto”)
- LOS VOLÁTILES EN LOS MITOS PREINCAICOS, bajo la dirección Luigi Piacenza (23 de mayo de 2009 - Museo de Historia Natural "G. Doria" (Génova) Convenio "El vuelo del Cóndor: desde Perú hasta Génova")